# Constantí I de Torres
Constantí I de Torres fou fill de Marià I de Torres. Fou jutge de Torres. Apareix en documents datats el 1124 i 1127. Va tenir una política equidistant entre Gènova i Pisa i va donar feus als Dòria i als Malaspina. Es va casar amb Marcusa (que ja era vídua i tenia un fill anomenat Saltar de Gunale, participant en l'expedició catalanopisana a les Balears del 1114-1115, però no es coneix el primer marit). Va deixar un fill anomenat Gunnari I de Torres.